# Elizabeth Smith-Stanley, Countess of Derby

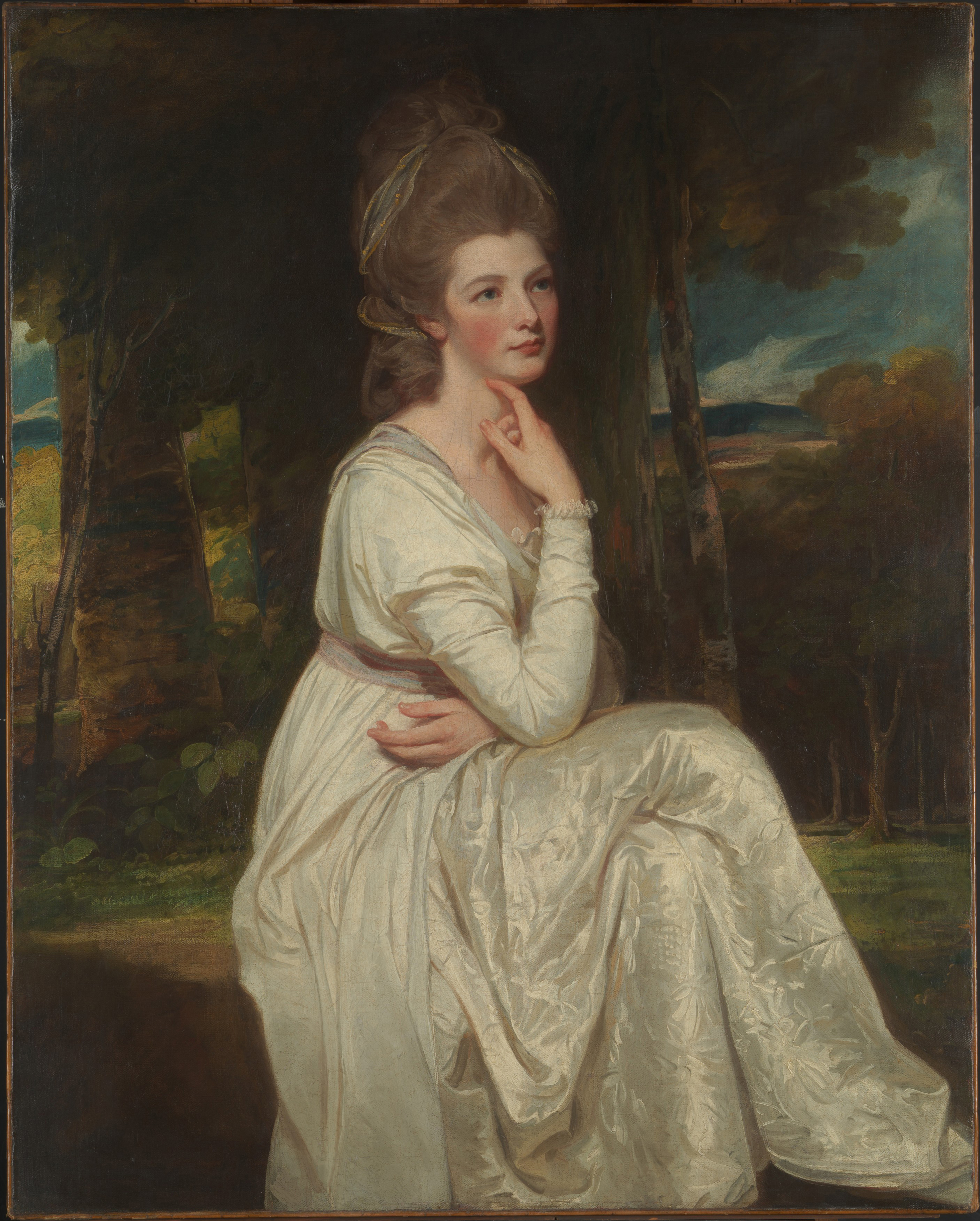
George Romney: Lady Elizabeth Hamilton, Countess of Derby, Öl auf Leinwand, um 1776–1778

Elizabeth Smith-Stanley, Countess of Derby, geborene Lady Elizabeth Hamilton (* 26. Januar 1753 auf Holyrood Palace in Edinburgh; † 14. März 1797 im Argyll House, London) war eine britische Adlige.

## Leben
Lady Elizabeth war die einzige Tochter des schottischen Aristokraten und Politikers James Douglas-Hamilton, 6. Duke of Hamilton (1724–1758) und seiner Ehefrau – einer damals berühmten Schönheit – Elizabeth Campbell, 1. Baroness Hamilton of Hameldon (1734–1790), der jüngsten Tochter von Colonel John Barnaby Gunning und Hon. Bridget Bourke. Nach dem frühen Tod des Vaters heiratete ihre Mutter ein Jahr später Feldmarschall John Campbell, 5. Duke of Argyll (1723–1806).

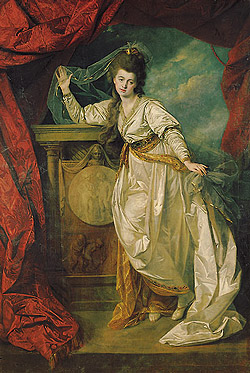
Johann Zoffany: Elizabeth Farren als Hermione, um 1780

Am 23. Juni 1774 heiratete Lady Elizabeth in London den Politiker Sir Edward Smith-Stanley (1752–1834), den einzigen Sohn von Rt. Hon. James Smith-Stanley und Lucy Smith. Aufgrund des frühen Todes seines Vaters erbte er 1776 beim Tode seines Großvaters Edward Stanley, 11. Earl of Derby dessen Titel als 12. Earl of Derby. Elizabeth führte als Gattin seither den Höflichkeitstitel Countess of Derby. Aus der Ehe, die allen Berichten zufolge unglücklich verlief, gingen drei Kinder hervor:
- Hon. Sir Edward Smith-Stanley (1775–1851) ⚭ 1798 Charlotte Margaret Hornby
- Lady Charlotte Smith-Stanley (1776–1805) ⚭ 1796 Edmund Hornby
- Lady Elizabeth Henrietta Smith-Stanley (1778–1857) ⚭ 1795 Stephen Thomas Cole

Anfang des Jahres 1795 verließ Lady Elizabeth ihren Mann – mit Zustimmung König Georgs III. – nach erbitterten Streitereien, weil sie dessen Verhältnis mit der irischen Schauspielerin Elizabeth Farren (1759–1829) nicht mehr tolerieren wollte. Zwei Monate nach ihrem Tod heiratete ihr Mann seine Mätresse.

## Name in verschiedenen Lebensphasen
- 1753–1774 Lady Elizabeth Hamilton
- 1774–1776 Lady Elizabeth Smith-Stanley
- 1776–1797 Elizabeth Smith-Stanley, Countess of Derby